# Tin Machine (альбом)
Tin Machine — дебютный студийный альбом группы Tin Machine, выпущенный лейблом EMI в 1989 году. Группа была создана Дэвидом Боуи после совместных сессий с гитаристом Ривзом Гэбрелсом. В её состав также входили: Хант Сэйлс (ударные) и Тони Сэйлс (бас-гитара), «пятым участником» был Кевин Армстронг игравший на ритм-гитаре.

## Об альбоме
Проект был задуман, как возврат к ранним альбомам Боуи, с хард-роковым звуком и простым продакшеном, с целью контрастировать с его двумя предыдущими, перепродюсированными, пластинками. В отличие от предыдущих акомпанимирующих групп Боуи (таких как The Spiders from Mars), все музыканты Tin Machine имели равное право голоса и решения принимались коллегиально.
После релиза альбом добрался до 3-го места национального британского чарта, получив в целом положительные отзывы от музыкальной прессы. Тем не менее, вскоре продажи пластинки достаточно сократились и были низкими, в долгосрочной перспективе.
Обложка оригинального альбома отличалась, в зависимости от формата издания. Участники группы располагались в разной последовательности: на виниле слева направо: Хант Сэйлс, Гэбрелс, Боуи и Тони Сэйлс. На аудиокассете, в таком порядке: Тони Сэйлс, Гэбрелс, Хант Хант Сэйлс и Боуи. На компакт-диске, в таком: Боуи, Тони Сэйлс, Хант Сэйлс и Гэбрелс. Переиздание компакт-диска, было с такой же обложкой, как у винилового издания.
Более поздние переиздания альбома соответствовали остальной части каталога Боуи, переизданной на CD в 1999 году, исполнителем альбома были указаны: Дэвид Боуи и Tin Machine.

## Список композиций
1. «Heaven’s in Here» (Дэвид Боуи) — 6:01
2. «Tin Machine» (Дэвид Боуи, Ривз Гэбрелс, Хант Сэйлс, Тони Сэйлс) — 3:34
3. «Prisoner of Love» (Дэвид Боуи, Ривз Гэбрелс, Хант Сэйлс, Тони Сэйлс) — 4:50
4. «Crack City» (Дэвид Боуи) — 4:36
5. «I Can’t Read» (Дэвид Боуи, Ривз Гэбрелс) — 4:54
6. «Under the God» (Дэвид Боуи) — 4:06
7. «Amazing» (Дэвид Боуи, Ривз Гэбрелс) — 3:06
8. «Working Class Hero» (Джон Леннон) — 4:38
9. «Bus Stop» (Дэвид Боуи, Ривз Гэбрелс) — 1:41
10. «Pretty Thing» (Дэвид Боуи) — 4:39
11. «Video Crime» (Дэвид Боуи, Хант Сэйлс, Тони Сэйлс) — 3:52
12. «Run» (Armstrong, Дэвид Боуи) — 3:20 (не вошла в издание на виниле)
13. «Sacrifice Yourself» (Дэвид Боуи, Хант Сэйлс, Тони Сэйлс) — 2:08 (не вошла в издание на виниле)
14. «Baby Can Dance» (Дэвид Боуи) — 4:57

Примечания: Переиздание альбома, выпущенное лейблом Virgin Records в 1995 году, содержит концертную кантри-версию композиции «Bus Stop», записанную в Париже во время мирового тура группы, 1989 года.

## Участники записи
- Дэвид Боуи: вокал, гитара
- Ривз Гэбрелс: соло-гитара, бэк-вокал
- Хант Сэйлс: ударные, бэк-вокал
- Тони Сэйлс: бас, бэк-вокал
- Кевин Армстронг[англ.]: ритм-гитара, орган

## Хит-парады
| Год  | Хит-парад              | Высшая позиция |
| ---- | ---------------------- | -------------- |
| 1989 | Norwegian Albums Chart | 9              |